# Belle nuit, ô nuit d’amour
Belle nuit, ô nuit d’amour (фр. «Прекрасна ночь, о, ночь любви», называется также Баркарола) — дуэт для сопрано и меццо-сопрано в стиле баркаролы из начала III-го акта последней оперы Жака Оффенбаха «Сказки Гофмана» (премьера — «Опера́ Коми́к», Париж, 10 февраля 1881). «Самая известная из баркарол, когда-либо написанных», «одна из самых популярных мелодий в мире». Текст знаменитой песни принадлежит перу французского поэта и драматурга Поль-Жюля Барбье.

## Баркарола
Дуэт открывает третий, «венецианский», акт оперы. Исполняется девушкой Джульеттой (третьей «историей любви» героя, венецианской куртизанкой) и юношей Никлаусом (верным спутником и другом, под личиной которого, как выяснится в конце, скрывается поэтическая муза героя). Помимо указания на место действия, баркарола сразу задаёт и тот чувственный и, в то же время, зловещий тон, который присущ и акту в целом, и Джульетте в частности. Мелодия баркаролы используется и в завершающем акт секстета «Увы! Сердце моё вновь разбито» (Hélas! Mon cœur s'égare encore), но он был написан позже, — авторами, редактировавшими недописанную оперу.
Дуэт исполняется в обычном для баркарол умеренном темпе allegretto moderato и метре 6/8; ему предшествует общее музыкальное вступление продолжительностью около минуты, хотя партия флейты сразу ведёт тему баркаролы, создавая изысканный эффект «предрасположения».
Несмотря на то, что дуэт исполняется «юношей» в «брючной роли», Никлаусом, и Джульеттой, принципиально он был написан для двух женских голосов, переплетающихся в одной октаве; в постановках, в которых роль Никлауса вместо женского меццо-сопрано исполнял мужской баритон, его партию вёл хор сопрано.
Немецкий теоретик музыки Карл Дальхауз приводит баркаролу из «Сказок Гофмана» как образец обманчивой простоты: в эпоху Вагнера, когда «сериозные» оперы изобиловали сложными хроматизмами, Оффенбах, чтобы придать началу третьего акта привкус дурного предчувствия, использовал простую гармонию баркаролы. Эффект, по Дальхаузу, достигался контрастом между «физической» плотностью вокала и «эфемерным» звучанием инструментального введения, порождающих некий «мираж». «Под музыкой, которую мы слышим непосредственно, чувствуется и другая музыкальная плоскость, нисходящая в пропасть».

## История
Баркарола была написана в 1864 году для романтической оперы Оффенбаха «Рейнские ундины» (Die Rheinnixen), в третьем акте которой хор эльфов исполнял её на стихи «Идите к нам» (Komm' zu uns).
Хотя в премьерной постановке 1881 года и не было третьего акта (как ни старался Гиро дописать неоконченную оперу скончавшегося композитора, ко дню премьеры он всё-таки не успел), баркарола на премьере прозвучала; локацию второго акта, Мюнхен, с его историей об Антонии, просто заменили на Венецию, — как раз чтобы оставить эффектный и уже полностью готовый дуэт.

## Референции
Баркарола вдохновила английского композитора Кайхосру Сорабджи написать его «Веницийскую прогулку, повыше баркаролы Оффенбаха» (Passeggiata veneziana sopra la Barcarola di Offenbach, 1955-56). А Мориц Мошковски написал виртуозное переложение баркаролы для фортепиано.
Музыка баркаролы Оффенбаха используется и в фильмах; самый известный из них — «Жизнь прекрасна» (1997). В этом фильме баркарола репрезентует всю европейскую культуру, противостоящую смертоносному давлению фашизма; первый раз — в сцене, где Гви́до видит До́ру, свою любимую, в опере, и позже — когда Гвидо проигрывает мелодию на весь концентрационный лагерь через репродуктор и Дора, уже его жена, слышит её.
Так или иначе используют композицию:
- Уолт Дисней в мультфильме из серии Silly Symphony «Перо к перу» (Birds of a Feather, 1931);[11]
- Норман Таурог в фильме Солдатский блюз (1960), где в джазовой обработке мелодия становится песней Элвиса Пресли «Эта ночь так подходит для любви» (Tonight is so Right for Love);[12]
- Кеннет Лонерган в фильме "Маргарет (2011).[13]
- Бродвейский мюзикл по мотивам Лисистраты «Самая счастливая на земле» (The Happiest Girl in the World), 1961.[14]
- Артур Конан Дойл в новелле Камень Мазарини: «Тем временем я сыграю на скрипке баркаролу из „Сказок Гофмана“. Через пять минут я вернусь за окончательным ответом… Холмс удалился, прихватив с собой стоявшую в углу скрипку. Минуту спустя из-за закрытой двери спальни послышались протяжные, жалобные звуки этой самой запоминающейся из мелодий».[15]
- Роберто Бениньи в кинофильме «Жизнь прекрасна» (La Vita è bella, 1997). Произведение звучит в двух сценах: предвосхищает основную сцену первого свидания, становясь мелодией, объединяющей влюблённых; а так же — в концлагере, где снова объединяет возлюбленных, несмотря на преграды.

## Текст
В тексте стихотворения всего шестнадцать строчек, рифмующихся всего на два слога; первый и последний катрен, и по две строчки из второго и третьего, повторяются, — типичный пример «лёгкой песни», рассчитанной на лёгкое запоминание:
| Французский оригинал: Barcarolle | Дословный перевод: Баркарола | Поэтический перевод: Баркарола |
| --- | --- | --- |
| Belle nuit, o nuit d’amour, Souris a nos ivresses, Nuit plus douce que le jour, O belle nuit d’amour! Le temps fuit et sans retour Emporte nos tendresses! Loin de cet heureux sejour, Le temps fuit sans retour Zephyrs embrasés Versez nous vos caresses; Zephyrs embrasés Donnez nous vos baisers. Belle nuit, o nuit d’amour, Souris à nos ivresses Nuit plus douce que le jour, O belle nuit d’amour. | Прекрасная ночь, о, ночь любви, Улыбнись нашему опьянению, Ночь много сладостней дня, О, прекрасная ночь любви! Время течёт без возврата и Уносит нашу нежность Далеко от этой счастливой жизни, Время течёт безвозвратно. Зефир воспламеняющий, Влей в нас свои ласки; Зефир зажигающий, Одари нас своими поцелуями. Прекрасная ночь, о, ночь любви, Улыбнись нашему опьянению, Ночь много сладостней дня, О, прекрасная ночь любви! | Ночь любви дарует нам блаженство опьяненья. Нежных роз вдыхаем мы волшебный аромат. Краток миг любовных грез, так пей нектар забвенья. Ты любим, пока цветет желаний дивный сад. Даруй нам любовь Даруй нам, любовь Краткий миг опьяненья… Даруй нам, любовь, Даруй, любовь, Забвенья сладкий яд. Забвенья сладкий яд. Сладкий яд… Сладкий яд. Ночь любви дарует нам блаженство опьяненья. Нежных роз вдыхаем мы волшебный аромат. О, краткий миг наслажденья, Подари нам, любовь, Краткий миг наслажденья, Желаний дивный сад. Сад желаний… Дивный сад. |